# Les Aventuriers (film, 1967)
Pour les articles homonymes, voir Les Aventuriers.
 (août 2018).
Pour plus de détails, voir Fiche technique et Distribution.
Les Aventuriers est un film d'aventure franco-italien coécrit et réalisé par Robert Enrico, sorti en 1967. Il s’agit de l’adaptation de la première partie du roman homonyme de José Giovanni.
Quant à la seconde partie du roman, elle a été adaptée au cinéma la même année sous le titre La Loi du survivant, par José Giovanni lui-même dans sa première réalisation.

## Synopsis

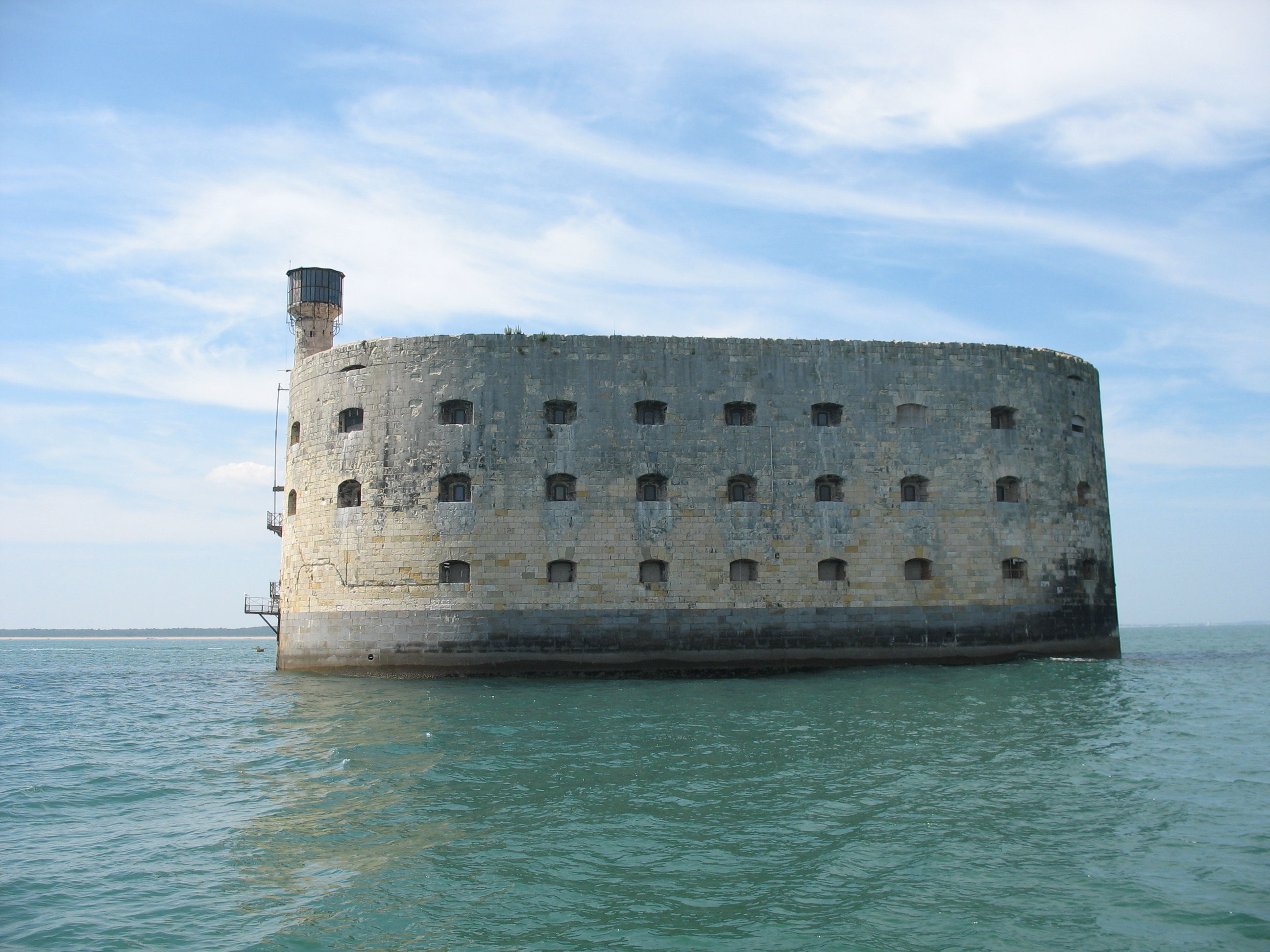
Le fort Boyard après restauration, ici en 2006, un des décors du film alors qu'il était à l'abandon au moment du tournage (septembre 1966).

Manu, pilote surdoué, et Roland, mécano inventif, deux amis à la vie à la mort, férus de sports extrêmes et d'aventures, voient tous leurs projets tomber à l'eau (notamment de passer en avion sous l'Arc de Triomphe).
Pour se consoler de leurs échecs, ils acceptent de partir à la recherche d'un trésor englouti au large des côtes congolaises, à la suite d'un accident d'avion. Ils emmènent avec eux Lætitia, jeune artiste sculptrice déprimée par une exposition ratée.
Au cours de l'expédition, le pilote de l'avion accidenté rejoint à la nage le bateau des trois aventuriers et leur indique le point géographique où se trouve l'épave de l'avion. Les aventuriers plongent, retrouvent l'avion et le fameux trésor mais leur bateau est abordé par des mercenaires, qui se font passer pour des policiers pour pouvoir monter à bord. Une fusillade est engagée par le pilote qui reconnaît les mercenaires et sait qu'ils seront sans pitié. Lætitia, postée à la barre, succombe à une balle perdue. Les mercenaires sont mis en fuite. Le pilote de l'avion, jugé responsable de la mort de Lætitia car c'est lui qui a ouvert le feu sur les mercenaires, est contraint par Manu et Roland de quitter le navire dans un canot de sauvetage à proximité des côtes.
Retournés en France, Manu et Roland restituent les souvenirs et l'argent de Lætitia à ses plus proches parents, qui habitent l'île d'Aix.
Roland achète le vieux fort au large de l’île d'Aix, dont rêvait Lætitia, avec l'intention de le transformer en hôtel, tandis que Manu reprend sa vie de pilote dans un aéroclub.
Un jour il décide de rendre visite à son vieil ami Roland qui a commencé les travaux dans le fort.
À la même époque, les mercenaires parviennent à tous les retrouver : ils abattent le pilote en région parisienne lequel, avant de mourir, révèle le nom de l'aéroclub de Manu. Les mercenaires prennent Manu en filature et s'introduisent dans le fort avec l'intention de récupérer le trésor avant de les tuer à leur tour. Le combat s'engage car Manu et Roland se défendent. Cependant Manu est tué au cours du combat, mais grâce aux grenades abandonnées par l'armée allemande pendant la Seconde Guerre mondiale, Roland élimine les mercenaires et reste l'unique survivant.

## Fiche technique
Sauf indication contraire, les informations mentionnées dans cette section peuvent être confirmées par les bases de données cinématographiques IMDb et Allociné,  présentes dans la section « Liens externes ».
- Titre original : Les Aventuriers
- Réalisation : Robert Enrico, assisté de Bernard Queysanne
- Scénario : Robert Enrico, José Giovanni et Pierre Pelegri, d'après le roman éponyme de José Giovanni publié en 1960
  - Dialogues : José Giovanni et Pierre Pelegri
- Musique : François de Roubaix, assisté de Bernard Gérard
- Décors : Jacques d'Ovidio
- Costumes : Jacques Berger et Paco Rabanne
- Photographie : Jean Boffety
- Son : René-Christian Forget
- Montage : Jacqueline Meppiel
- Production : Gérard Beytout et René Pignères
- Sociétés de production : Société nouvelle de cinématographie (SNC), en coproduction avec Compagnia Generale Finanziaria Cinematografica
- Sociétés de distribution : Société nouvelle de cinématographie (SNC), Universal Pictures
- Pays de production :  France /  Italie
- Langue originale : français
- Format : couleur (Eastmancolor) - 35 mm - 2,35:1 (Techniscope) - son mono
- Genre : aventures
- Durée : 112 minutes
- Dates de sortie :
  - France : 12 avril 1967
  - Italie : 14 avril 1967
- Affiche : Charles Rau (France)

## Distribution
Sauf indication contraire, les informations mentionnées dans cette section peuvent être confirmées par les bases de données cinématographiques IMDb et Allociné,  présentes dans la section « Liens externes ».
- Lino Ventura : Roland Darbant
- Alain Delon : Manu Borelli
- Joanna Shimkus : Lætitia Weiss
- Serge Reggiani : le pilote
- Paul Crauchet : Leutin
- Odile Poisson : Yvette
- Jean Landier : Michaux

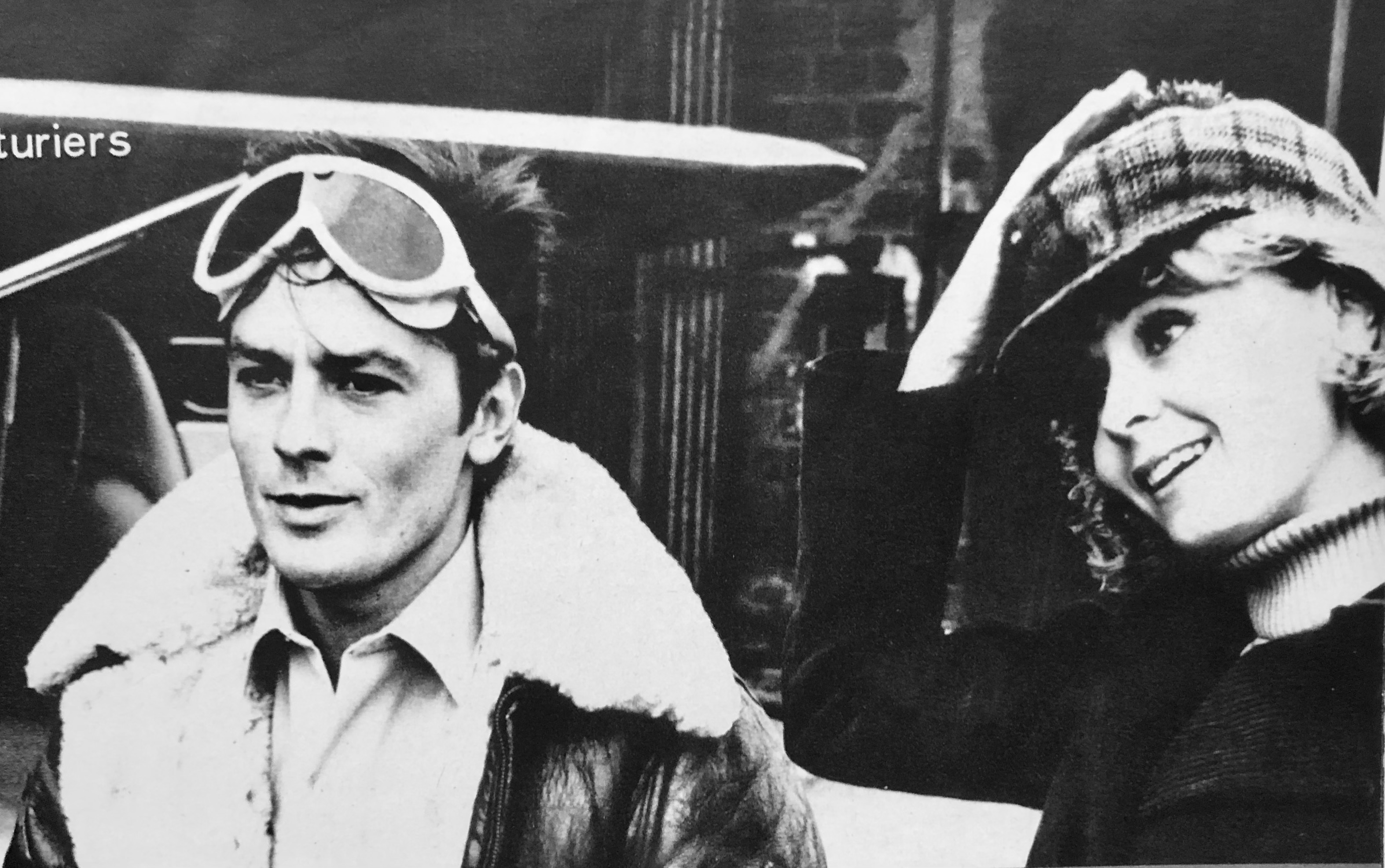
Les acteurs Alain Delon et Odile Poisson dans une scène du film, ou en marge du tournage.

- Valéry Inkijinoff : Kyobaski, le producteur
- Irène Tunc : la secrétaire de Kyobaski
- Raoul Buylad : le snob
- Hans Meyer : le mercenaire
- Guy Delorme : un tueur
- Jean Falloux : Jean, le pilote
- Mick Besson : le danseur
- Jean Darie : monsieur Dubreuil
- Thérèse Quentin : Mme Dubreuil
- Jean Trognon : Jean Jean, le fils des Dubreuil et petit cousin de Lætitia
- Patrick Bernard/Bernhard
- Roland Fleury
- Jean-Paul Blonday (non crédité) : un tueur
- Gaston Meunier (non crédité) : un croupier
- Olivier Pissoat (non crédité) : le petit garçon avec l'ours en peluche qui pleure au pied de l'avion

## Personnages
Les deux héros, Roland Darbant (Lino Ventura) et Manu Borelli (Alain Delon), portent le nom de deux des protagonistes du film Le Trou (1960) de Jacques Becker, lui-même adapté d'un roman autobiographique de Giovanni. Dans Le Trou, le rôle de Manu Borelli (Giovanni lui-même dans la réalité) était joué par Philippe Leroy-Beaulieu et celui de Roland Darbant (Roland Barbat dans la réalité) par Barbat lui-même sous le nom de Jean Keraudy.
C'est la seconde fois que Serge Reggiani joue aux côtés d'Alain Delon, après Le Guépard (1963) de Luchino Visconti. Bien que son personnage ne soit présent que dans quelques scènes du deuxième tiers du film, son rôle est central et décisif dans l'intrigue.

## Production

### Attribution des rôles
Initialement, le rôle de Manu Borelli devait être attribué à Michel Constantin. Finalement, c’est Alain Delon qui est choisi pour interpréter le personnage. Michel Constantin tournera ensuite sous la direction de Robert Enrico, incarnant des personnages proches de celui de Roland, tenu ici par Lino Ventura.
Alors marié à Nathalie Delon, Alain Delon s'inquiète du choix de Robert Enrico de confier le principal rôle féminin à Joanna Shimkus, alors débutante. À trois semaines du tournage, il tente de faire engager son épouse, mais le réalisateur refuse, convaincu du potentiel de Shimkus. Quelques jours après le début des prises de vue, Delon et Ventura critiquent sa prestation, la jugeant trop inexpérimentée, mais Enrico maintient son choix.
Durant le tournage, Nathalie Delon accompagne régulièrement Alain Delon sur le plateau, ce qui accentue l'atmosphère tendue.

### Tournage

#### Lieux de tournages
- Scène d'essais du dragster : autodrome de Linas-Montlhéry (Essonne).
- Scènes à l'intérieur du hangar de l'aéro-club de Manu : aérodrome d'Enghien Moisselles à Moisselles (Val-d'Oise).
- Scènes du vernissage et du souvenir de Lætitia : chantier de l'échangeur de la porte de la Chapelle à Paris (18e arrondissement).
- Scènes en Afrique (censées se dérouler au Congo) : Djerba (Tunisie) et Dakar (Sénégal).
- Scènes sous-marines : La Ciotat (Bouches-du-Rhône).
- Scène de visite de la bergerie des parents adoptifs de Lætitia : Le Tomple dans la commune de Quézac (Causse Méjean, Lozère)[4].
- Scène sur l'île d'Aix : maison du village d'Île-d'Aix (Charente-Maritime), vue du fort Boyard depuis la falaise de l'anse de la Croix et embarquement sur le port de l'Acadie pour se rendre sur le fort.
- Scènes de la visite du musée par le petit garçon pour Manu et Roland : Musée africain, 30, rue Napoléon, Île-d'Aix (Charente-Maritime).
- Scènes des caisses de munitions (censées se dérouler dans le fort Boyard) : fort Liédot, Île-d'Aix (Charente-Maritime)[5],[6].
- Scène des adieux entre Roland et Manu : ville de Fouras, embarcadère de la pointe de la Fumée (Charente-Maritime).
- Scènes de la découverte du fort, de la fusillade et fin du film : fort Boyard (45° 59′ 58″ N, 1° 12′ 50″ O), situé sur le cadastre de la commune d'Île-d'Aix (Charente-Maritime)[7].

#### Fort Boyard

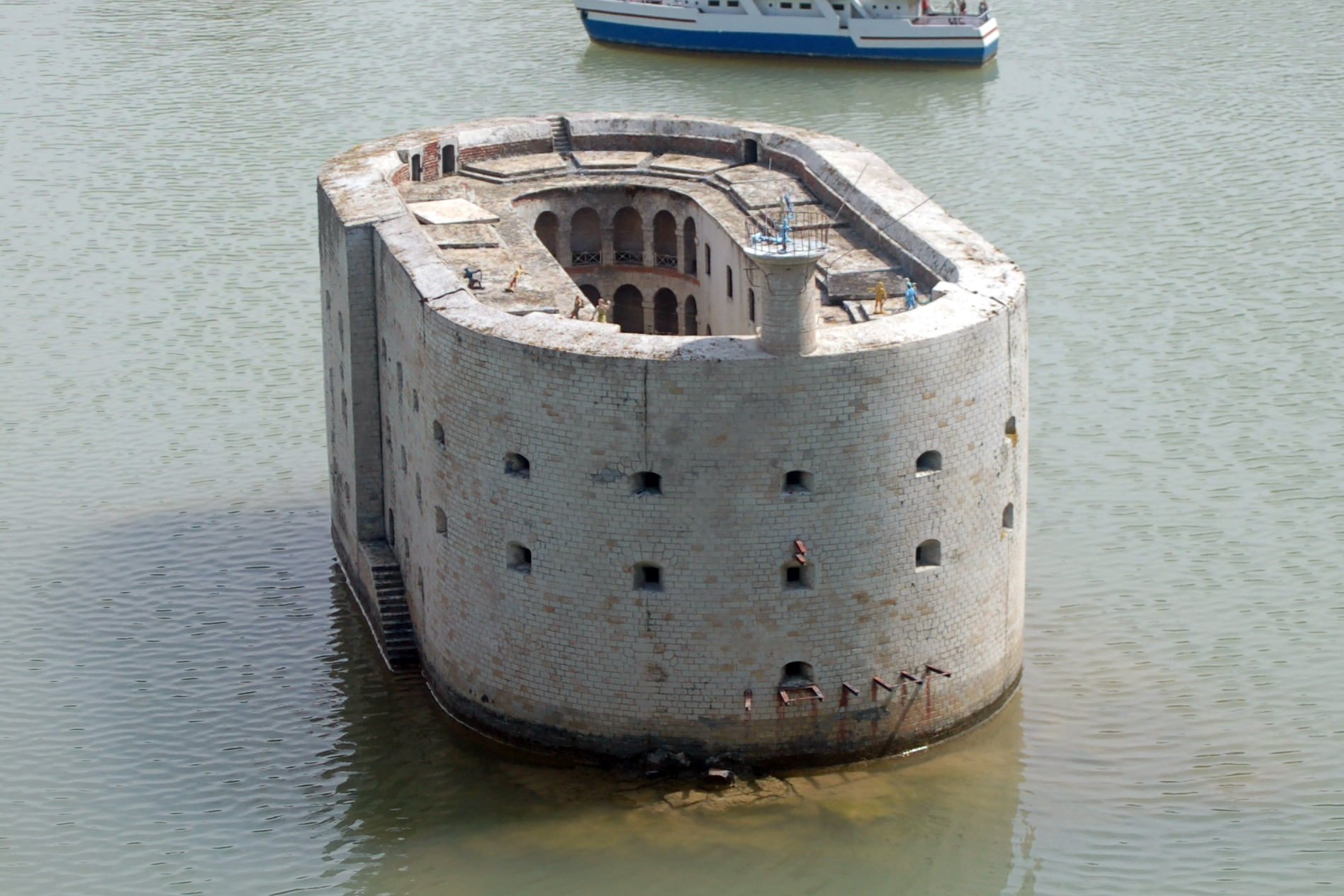
Modèle réduit du fort Boyard, lors de sa période d'abandon, exposé à France Miniature.

Le fort Boyard apparaît dans le dernier tiers du film. La forteresse est d'abord mentionnée par le personnage de Lætitia, qui rêve de l'acquérir, grâce au trésor que les protagonistes sont en passe de trouver au Congo, pour y vivre et y travailler, avant de trouver la mort lors de ce voyage. L'édifice est ensuite visible sur une carte postale, où les personnages principaux, Manu et Roland, apprennent que la jeune femme et sa famille juive y vivaient à l'abri des nazis durant l'Occupation.
Arrivés sur l'île d'Aix, un enfant du musée africain, qui connait bien les lieux, accompagne Manu et Roland sur place et leur fait une visite guidée de la bâtisse en pleine mer ; il leur montre notamment des cargaisons d'armes et de munitions en état de marche. Par la suite, Roland veut acheter le bâtiment pour y faire un hôtel-restaurant, mais surtout pour réaliser le rêve de Laetitia ; alors que les protagonistes discutent de ce projet, des mercenaires débarquent dans la forteresse pour récupérer le trésor congolais et une fusillade nourrie éclate alors, les deux amis récupérant les armes présentes sur place. Manu meurt sur la terrasse du fort, dans les bras de Roland, lors de la scène clôturant le film. Une prise de vue aérienne du monument filmée d'un hélicoptère en ascension sert alors de générique de fin.
Le bâtiment en pleine mer est découvert par le réalisateur lors d'un séjour dans la maison d'amis en Charente-Maritime ; intrigué, il s'y est rendu et tomba sous le charme de son architecture ainsi que du son produit dans la cour intérieure. Ainsi, lors de l'écriture du scénario, José Giovanni (auteur du roman du même nom dont est adapté le film), Pierre Pelegri et lui décidèrent de finir l'histoire dans ce lieu.
Le tournage dans le fort Boyard et sur l'île d'Aix s'est déroulé en septembre 1966 ; il est d'ailleurs à noter que les scènes censées se passer dans une salle remplie de caisses d'armes et de munitions ont été réalisées en fait au fort Liédot sur l'île, dans une pièce beaucoup plus grande que celles situées dans le parapet de la bâtisse entre Aix et Oléron,. Les prises de vues ont duré deux semaines. Les habitants de la région avaient prédit à l'équipe du film une météo favorable durant cette période, mais alors qu'ils décidèrent de rester plus longtemps que prévu dans la forteresse pour tourner, une tempête se leva, obligeant les personnes et le matériel à être hélitreuillés pour quitter les lieux,.
Une dizaine d'années après la sortie du film, un couple de Japonais sonna à la porte de Robert Enrico. Ceux-ci lui expliquèrent qu'ils étaient tombés amoureux l'un de l'autre durant une projection des Aventuriers et étaient venus lui demander la localisation du fort Boyard pour pouvoir y faire leur voyage de noces.
En outre, Jacques Antoine, concepteur du jeu télévisé qui rendra le vaisseau de pierre célèbre, a annoncé que c'est ce film qui lui permit de connaître l'existence de ce fort, de le visiter et qui le poussera plus tard à le choisir comme lieu de son nouveau jeu d'aventure.

### Musique
La bande originale française, signée par François de Roubaix, a été arrangée par Bernard Gérard, son premier assistant, dont ce fut l'un des premiers travaux. La version d'origine, publiée en 1967 sous la forme d'un EP 45, ne comporte que quatre titres courts et se révèle très incomplète au regard de la version sortie en 2005, dans la collection Écoutez le cinéma ! (no 36). Cette dernière comporte six inédits mais ne reprend que deux des quatre titres de l'EP de 1967. Elle contient aussi la reprise de 1969 du thème principal interprété par Théo Sarapo, alors espoir montant de la chanson française, mort en 1970 dans un accident de voiture.
Index des titres
| Année de sortie | Titres de la BO | Durée de la piste | Auteur                                                     | Arrangements   | Éléments complémentaires Références discographiques                                                |
| --------------- | --- | ----------------- | ---------------------------------------------------------- | -------------- | -------------------------------------------------------------------------------------------------- |
| 1967            | 1. Les Aventuriers (thème principal / générique)                                                                        | 2.20              | François de Roubaix                                        | Bernard Gérard | EP 45 Disques Ducretet Ducretet 460 V 751 Medium                                                   |
| 1967            | 2. Enterrement sous-marin (voix : Christiane Legrand)                                                                   | 2.00              | François de Roubaix                                        | Bernard Gérard | (Ducretet 460 V 751 Medium)                                                                        |
| 1967            | 3. Laetitia (chanté par Alain Delon)                                                                                    | 2.20              | Musique : François de Roubaix - Paroles : Jean-Pierre Lang | Bernard Gérard | (Ducretet 460 V 751 Medium)                                                                        |
| 1967            | 4. Journal de bord (version courte)                                                                                     | 1.57              | François de Roubaix                                        | Bernard Gérard | (Ducretet 460 V 751 Medium)                                                                        |
| 1977            | 4 Ter. Journal de bord (version longue)/ Enterrement sous-marin (version enchaînée inédite - voix : Christiane Legrand) | 5.16              | François de Roubaix                                        | Bernard Gérard | LP 33 Disque Barclay Barclay 900.527                                                               |
| 2005            | 1 Bis. Les Aventuriers (thème principal - version courte)                                                               | 2.12              | François de Roubaix                                        | Bernard Gérard | CD Disques Universal Music France Universal Music France 983 260-5 Série Écoutez le cinéma ! no 36 |
| 2005            | 4 Bis. Journal de bord (version longue inédite)                                                                         | 3.05              | François de Roubaix                                        | Bernard Gérard | Série Écoutez le cinéma ! no 36                                                                    |
| 2005            | 5. Acrobaties aériennes (inédit)                                                                                        | 1.57              | François de Roubaix                                        | Bernard Gérard | Série Écoutez le cinéma ! no 36                                                                    |
| 2005            | 6. Casino latino (inédit)                                                                                               | 1.56              | François de Roubaix                                        | Bernard Gérard | Série Écoutez le cinéma ! no 36                                                                    |
| 2005            | 7. Manu et Roland (inédit)                                                                                              | 2.17              | François de Roubaix                                        | Bernard Gérard | Série Écoutez le cinéma ! no 36                                                                    |
| 2005            | 8. Enterrement sous-marin (version sifflée inédite)                                                                     | 2.17              | François de Roubaix                                        | Bernard Gérard | Série Écoutez le cinéma ! no 36                                                                    |
| 2005            | 9. Pilleurs d'épave (inédit)                                                                                            | 1.54              | François de Roubaix                                        | Bernard Gérard | Série Écoutez le cinéma ! no 36                                                                    |
| 2005            | 10. Générique de fin (inédit) Les Aventuriers                                                                           | 1.17              | François de Roubaix                                        | Bernard Gérard | Série Écoutez le cinéma ! no 36                                                                    |
| 1969            | 11. Thème principal Les Aventuriers Reprise interprétée par Theo Sarapo avec l'orchestre de Bernard Gérard              | 2.44              | François de Roubaix                                        | Bernard Gérard | EP 45 Disques EMI/Columbia Columbia 2C 016 -10.056 et Série Écoutez le cinéma ! no 36              |

Rééditions de la bande originale du film
- 1967 : Les Aventuriers (Version française) ∫ EP 45 Disque Polydor (Japon) - Polydor DP 1529
- 1968 : Les Aventuriers (Version française) ∫ EP 45 Disque Odéon (Japon) - Odeon OR 1734
- 2005 : François de Roubaix : Les Aventuriers / Le Samouraï (BO incomplète dans un ordre différent avec 6 inédits et une reprise du thème principal de 1969 en bonus) ∫ CD Universal France 983 260-5  - Série Écoutez le cinéma ! no 36

Reprise de titre de la bande originale du film
- 1969 : Les Aventuriers (uniquement le thème principal interprété par Theo Sarapo) ∫ EP 45 Disques EMI/Columbia -  Columbia 2C 016 -10.056 (Direction et orchestre de Bernard Gérard)

Compilations partielles de titres de la bande originale du film
- 1977 : Les Plus belles musiques de François de Roubaix (Vol.2) (uniquement inédit Journal de bord suivi en version enchaînée de Enterrement sous-marin) ∫ Disque Barclay - Barclay 900.527
- 1990 : Les Plus belles musiques de François de Roubaix (Vol.2) (uniquement inédit Journal de bord suivi en version enchaînée de Enterrement sous-marin) ∫ CD Hortensia - Hortensia CD CH 623
- 1994 : La Meilleure collection de musique de François de Roubaix (uniquement inédit Journal de bord suivi en version enchaînée de Enterrement sous-marin et 3[pas clair]) ∫ CD Hortensia - Hortensia CD BVCP 1067
- 1998 : François de Roubaix : dix ans de musique de film (uniquement titres 1 et 2) ∫ CD Odeon/EMI Music France Odeon 821237-2

## Sortie et accueil
Les Aventuriers sort le 12 avril 1967 en France.

### Versions étrangères
Le titre des versions étrangères est généralement une traduction plus ou moins littérale du titre français :
- Die Abenteurer (1967)
- / The Last Adventure (1967)
- Kalandorok (1967)
- I Tre avventurieri (1967)
- 冒険者たち (1967)
- Aventurierii (1967)
- Искатели приключений (1967)